# Doctor Dolittle (film din 1998)
Doctor Dolittle (în engleză: Dr. Dolittle) este un film fantastic de comedie regizat de Betty Thomas după un scenariu de Hugh Lofting. În rolurile principale au interpretat actorii Eddie Murphy, Ossie Davis și Oliver Platt.
A fost produs de studiourile Davis Entertainment, Friendly Films și Fox Family Films și a avut premiera la 26 iunie 1998, fiind distribuit de 20th Century Fox. Coloana sonoră a fost compusă de Richard Gibbs.
Cheltuielile de producție s-au ridicat la 71,5 de milioane de dolari americani și a avut încasări de 294,5 de milioane de dolari americani. Filmul a fost un succes și a fost continuat de  Dr. Dolittle 2 (2001) și trei filme lansate direct pe video: Dr. Dolittle 3 (2006), Dr. Dolittle: Tail to the Chief (2008) și Dr. Dolittle: Million Dollar Mutts (2009). De asemenea un joc video a fost lansat pe PlayStation 2 la 29 noiembrie 2006.

## Distribuție
- Eddie Murphy - Dr. John Dolittle
  - Dari Gerard Smith -  John la 5 ani
- Ossie Davis - Grandpa Archer Dolittle, tatăl lui John.
- Oliver Platt - Dr. Mark Weller, coleg al lui John.
- Peter Boyle - Mr. Calloway
- Kristen Wilson - Lisa Dolittle, soția lui John.
- Kyla Pratt - Maya Dolittle
- Raven-Symoné - Charisse Dolittle
- Jeffrey Tambor - Dr. Fish
- Richard Schiff - Dr. Gene Reiss
- Steven Gilborn - Dr. Sam Litvack
- June Christopher - Diane
- Paul Giamatti (nemenționat) - Blaine Hammersmith
- Don Calfa (nemenționat) - Patient at Hammersmith
- Pruitt Taylor Vince (nemenționat) - Patient at Hammersmith

### Roluri de voce
- Norm MacDonald - câinele Lucky
- Chris Rock - Rodney, porc de guinea
- Royce Applegate - 'I love you' Dog
- Albert Brooks - Jacob "Jake", tigru bengalez
- Hamilton Camp - porc
- Jim Dean - a Spanish-speaking orangutan
- Ellen DeGeneres - John's childhood dog
- Jeff Doucette - an opossum
- Brian Doyle-Murray - an old beagle
- Chad Einbidnder - Bettelheim, a cat.
- Jenna Elfman - an owl
- Eddie Frierson - skunk
- Gilbert Gottfried - a compulsive dog
- Archie Hahn - a heavy woman's dog
- Phyllis Katz - a goat
- Julie Kavner - a female pigeon
- John Leguizamo - Rat #2
- Jonathan Lipnicki - a tiger cub
- Kerrigan Mahan - a penguin
- Philip Proctor - the Drunk Monkey
- Paul Reubens - a raccoon
- Reni Santoni - Rat #1
- Garry Shandling - a male pigeon
- Tom Towles - a German Shepherd

### Păpușari
- Bill Barretta
- Kevin Carlson
- Bruce Lanoil
- Drew Massey
- Allan Trautman - lead puppeteer
- Ian Tregonning
- Mak Wilson